# 蟹壳黄
蟹壳黄是中国浙江省、上海市、安徽省的地方小食品种，是中國江浙滬一帶的特色小吃之一，是一种小而圆的烧饼，烤焗得酥脆，外观色泽金黄或橙黄，犹如熟螃蟹壳，因而得名。
安徽省黄山市（屯溪）的蟹壳黄烧饼属于徽州风味，选用徽州梅干菜和猪肉丁制作馅料。
俗稱小麻糕，其餡心有薺菜、葱油、白糖、明油豆沙等4種，特點是形似蟹殼，色呈金黃，油多不膩，香脆酥鬆，糖餡甜醇，鹹餡味鮮。蟹殼黃做法主要由三種，海派的作法有甜有鹹。甜的主要以白糖豬油做餡，也有放玫瑰、棗泥、豆沙；鹹的以豬肉丁為主，考究的則要加進蟹粉、蝦仁一類食材。

## 製作方法
麵粉5公斤 豬油1公斤白糖2公斤 熟麵粉250克 芝麻400克 香料少許老面、蘇打適量
1.製餡：麵粉20克炒熟或蒸熟，加白糖、香精。
2.製油酥：將麵粉1公斤，加500克豬油，搓成幹油酥麵。同時用4公斤麵粉加500克豬油及老面、蘇打拌勻，用温水和成水油酥麵。
3.成型：用水油酥麵包幹油酥麵，擀成長方形薄片，由外向裡卷搓成長條，揪成25克一個小坯，撳扁，包上糖餡，用刀平拍成圓餅。
4.飾面：將芝麻洗淨、炒熟。用少許稀麵糊抹在餅坯表面，撒上熟芝麻即成。
5.烘烤：將餅坯逐個放入烤盤內，送入烤爐烤熟即可。
派生品種 鹹餡蟹殼黃：白膘肉1公斤煮熟、切丁，細鹽100克和入麵粉中拌勻，代替甜餡即可。

## 美食特點
基本原料是麵粉的蟹殼黃和麵時很有講究，除了加水還要放入素油，而且不是一點點的素油，要把麵糰和成烤熟了會起酥層的亮光光的生麵糰。
其口味上之區分也不是伴隨在麵糰裏的，是把糖料和精鹽拼了少量麵粉用油攪拌成甜鹹酥油麵醬，這些東西備妥以後，就可以動手做了。把分均勻的小麵糰中包進不同口味的酥油麵醬，按成各自的形狀，多多的灑上白芝麻，貼進爐壁，掌握好火候和時間，大凡飄出一陣接一陣誘人的香味時，就做成功了。一般情況下蟹殼黃早上供應的比較少見，而一到下午三點鐘以後，幾乎所有做大餅的灘頭上只要是全天做生意，就有香噴噴鹹甜各式的蟹殼黃賣給顧客。蟹殼黃可以當作小點心，入口那變酥皮的麵粉一層一層的，增添口味的麵醬又是酥層，再加上金黃色的芝麻。
徽州風味小吃名品。蟹殼黃又稱火爐餅，是一種用乾菜和豬肉丁作餡的小燒餅。經火爐烤熟後，形如螃蟹背殼，色如蟹黃，故得此名。清末，常州列為對外通商口岸後，相繼吸取了各地風味小吃精華，幾乎包括了全國各主要地方的特色，並加以發展和提高，形成自己的特色。
製法：用熬煉七八成熟的菜籽油炒油酥面，同三分之二的水面合擀成多層次的面卷，再包上餡，置烤爐烤熟即可。能存放一週而不壞，適合旅途食用。

## 外部連結
- 蟹殼黃與鹹酥餅你分得出來嗎？ （页面存档备份，存于）
- "蟹殼黃"竟然沒有螃蟹?! 原來...因"外型"得名 （页面存档备份，存于）